# Hydrus (créature légendaire)
Pour les articles homonymes, voir Hydrus.

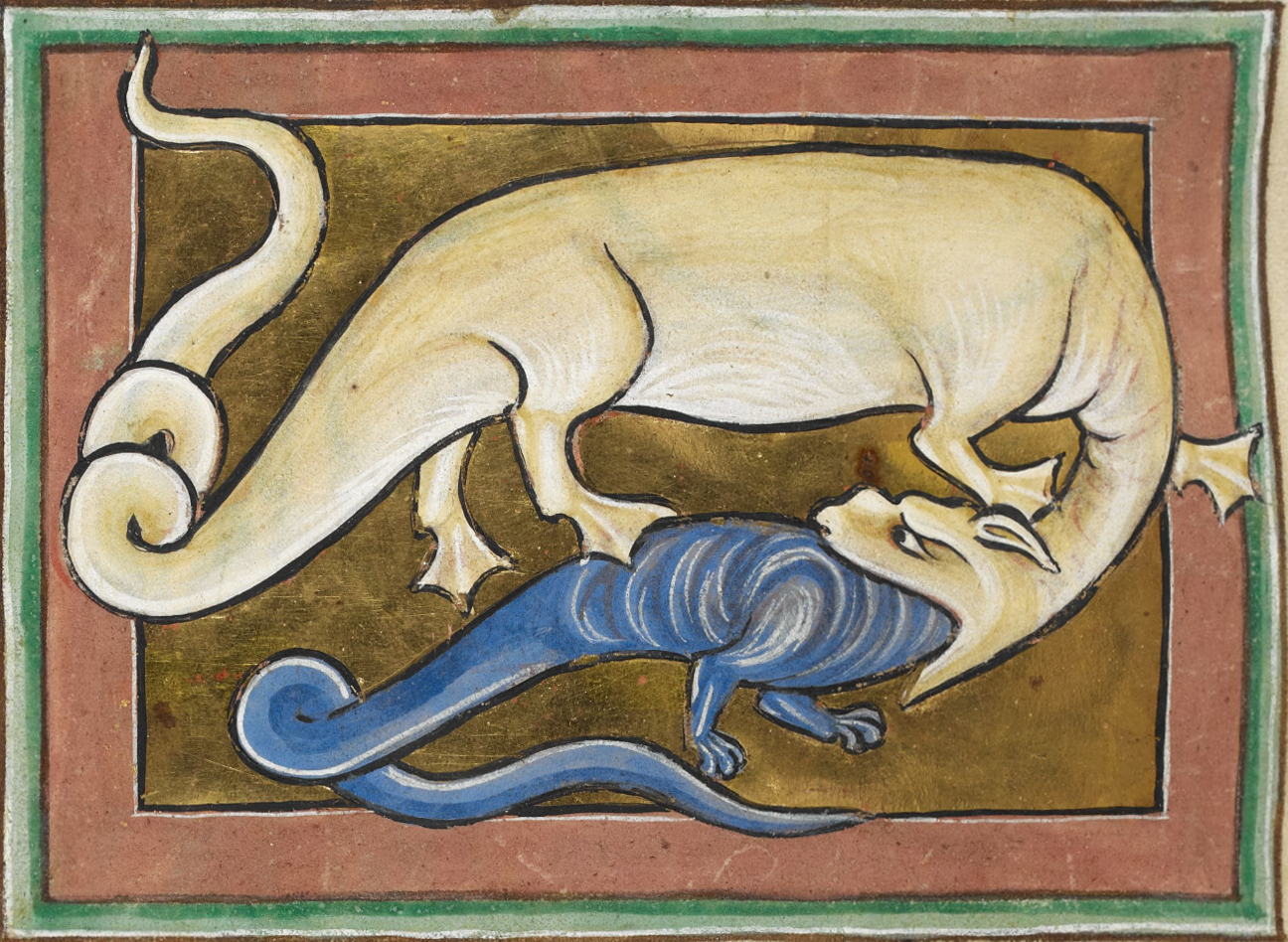

L’Hydrus (ou Ydrus) est une créature provenant de l'Histoire naturelle de Pline l'ancien et reprise dans de nombreux bestiaires médiévaux.

## Descriptions
Pline l'ancien décrit l'hydrus comme le plus beau et le plus venimeux des serpents. Selon lui son foie peut servir d'antitoxine pour ceux qui ont été mordus. Selon Thomas de Cantimpré, au XIIIe siècle, la morsure cause un effet de sidération, nommée la "maladie du boa".
Au Moyen Âge, Isidore de Séville le décrit dans son encyclopédie Etymologiae comme un petit animal qui doit son nom en raison de son mode de vie aquatique, en particulier dans le Nil. Décrivant la vision de l'époque[réf. nécessaire], il écrit que l'hydrus a l'habitude de se rouler dans la boue pour ensuite s'introduire dans la gueule puis l'estomac des crocodiles endormis pour les dévorer de l'intérieur. On retrouve cette description dans nombre d'autres ouvrages du Moyen Âge.
Dans le Bestiaire de Gervaise, on retrouve la mention de ce récit, avec l'interprétation théologique du Christ descendu aux Enfers pour sauver les âmes,.

## Représentations
Les nombreuses représentations dans les enluminures de manuscrits médiévaux prennent parfois des libertés avec la description d'origine, représentant le serpent comme un dragon, un oiseau ou une mangouste.
Certaines descriptions peuvent le mélanger avec d'autres serpents aquatiques ou avec l'hydre issue des mythes grecs.